# W. H. Stevenson
William Henry Stevenson est un philologue et historien britannique né le 7 septembre 1858 à Nottingham et mort le 22 octobre 1924 à Oxford.

## Biographie
Le père de W. H. Stevenson travaille dans le commerce du bois. Après sa scolarité dans une grammar school de Kingston upon Hull, il travaille brièvement dans l'entreprise paternelle. C'est durant cette période qu'il se découvre un intérêt pour les langues scandinaves ; il aurait appris le norvégien auprès d'un marin venu de Norvège.
Dans les années 1870 et 1880, Stevenson, de retour à Nottingham, se plonge dans les archives municipales, dont il produit une édition en plusieurs volumes. Il publie régulièrement des articles dans la English Historical Review et correspond avec le professeur oxfordien Edward Augustus Freeman, qui recommande son embauche par le Merton College en 1888 pour le classement de ses archives.
Stevenson travaille par la suite sur les archives de la ville de Gloucester, ainsi que sur les Close Rolls (en) des rois Henri III, Édouard Ier, Édouard II et Édouard III. Il est élu fellow de l'Exeter College en 1895 et reçoit un MA l'année suivante, bien qu'il n'ait jamais suivi d'études formelles à Oxford.
Stevenson s'intéresse également à la période anglo-saxonne de l'histoire de l'Angleterre. En 1898, il est invité par l'université de Cambridge à prononcer les Sandars Lectures (en) et choisit pour sujet la chancellerie anglo-saxonne. Son œuvre maîtresse est l'édition de l'Histoire du roi Alfred d'Asser, parue en 1904, qui démêle l'histoire textuelle complexe de ce texte pour en fournir une édition qui reste de référence au début du XXIe siècle.
Stevenson termine sa carrière au St John's College de l'université d'Oxford, où il est élu fellow en 1904. Il amasse de nombreux documents d'archives liés à cet établissement qui servent de base à une histoire du college publiée après sa mort, survenue en 1922 à l'âge de soixante-six ans.